# Musée du verre Traditions verrières
Le musée du verre Traditions verrières, est un musée situé à Eu en Normandie, au Nord de la Seine-Maritime.

## Galerie
- Intérieur du musée.
- Œuf en verre.

- Démonstration de Luigi Dei Rossi
- Un vase.
- Un bol.
- Un chat.
- Un cygne.
- Une fleur.
- Un poisson.